# Serrastretta
Serrastretta község (comune) Olaszország Calabria régiójában, Catanzaro megyében.

## Fekvése
A megye északi részén fekszik, az Amato völgyében. Határai: Amato, Decollatura, Feroleto Antico, Lamezia Terme, Miglierina, Pianopoli, Platania és San Pietro Apostolo.

## Története
A települést a 15. században alapított D’Aquino herceg, Feroleto Antico ura. A 19. század elején vált önálló községgé, amikor a Nápolyi Királyságban felszámolták a feudalizmust.

## Népessége
A népesség számának alakulása:

## Főbb látnivalói
- Maria SS. di Costantinopoli-templom
- San Michele Arcangelo-templom
- San Giuseppe-templom
- San Giorgio Martire-templom
- Madonna dell’Immacolata-templom
- Madonna dell’Immacolata-templom
- Madonna del Rosario-templom